# Przestrzeń T0
Przestrzeń {\displaystyle T_{0}} – termin w topologii opisujący najsłabszy z aksjomatów oddzielania. Przestrzenie {\displaystyle T_{0}} są też nazywane przestrzeniami Kołmogorowa, jako że zostały wprowadzone przez rosyjskiego matematyka Andrieja Kołmogorowa.

## Definicja
Mówimy, że przestrzeń topologiczna {\displaystyle X} jest {\displaystyle T_{0},} jeśli dla dowolnych dwóch różnych punktów {\displaystyle x,y\in X} istnieje zbiór otwarty w {\displaystyle X,} który zawiera dokładnie jeden z tych punktów.
Równoważne sformułowanie powyższej definicji jest takie, że przestrzeń {\displaystyle X} jest przestrzenią {\displaystyle T_{0}} wtedy i tylko wtedy, gdy różne jednopunktowe podzbiory {\displaystyle X} mają różne domknięcia.

## Przykłady i własności
- Większość naturalnych przykładów przestrzeni topologicznych jest przestrzeniami Kołmogorowa. W szczególności przykładami takich przestrzeni są: przestrzeń liczb rzeczywistych z naturalną topologią, przestrzenie euklidesowe i ogólniej przestrzenie metryczne.
- Każda przestrzeń przestrzeń T1 jest przestrzenią {\displaystyle T_{0}.}
- Istnieją przestrzenie {\displaystyle T_{0},} które nie są {\displaystyle T_{1}}[1] – np. przestrzeń Sierpińskiego lub topologia krojących się przedziałów[2]. Rozważmy na przykład dwupunktową przestrzeń {\displaystyle X=\{a,b\}} z topologią {\displaystyle \tau _{0}={\big \{}\emptyset ,X,\{a\}{\big \}}.} Jest to przestrzeń {\displaystyle T_{0},} ale nie {\displaystyle T_{1}.}
- Niech {\displaystyle X=\{a,b\}} będzie wyposażone w topologię antydyskretną {\displaystyle \tau _{1}={\big \{}\emptyset ,X{\big \}}.} Jest to przestrzeń topologiczna, która nie jest {\displaystyle T_{0}.}
- Przestrzeń {\displaystyle Y=(0,1)\cup (1,2),} w której za zbiory otwarte uznamy {\displaystyle Y,\emptyset ,} {\displaystyle (0,1)} i {\displaystyle (1,2),} także nie jest przestrzenią {\displaystyle T_{0}.}
- Podzbiór przestrzeni {\displaystyle T_{0}} traktowany jako przestrzeń topologiczna jest znów przestrzenią {\displaystyle T_{0}.} Własność być przestrzenią {\displaystyle T_{0}} jest więc własnością dziedziczną.
- Iloczyn kartezjański (z topologią Tichonowa) przestrzeni {\displaystyle T_{0}} jest przestrzenią {\displaystyle T_{0}.}